# منتخب نيجيريا للكريكت للسيدات
منتخب نيجيريا للكريكت للسيدات هو ممثل نيجيريا الرسمي في المنافسات الدولية في الكريكت للسيدات
.